# Suecia en los Juegos Paralímpicos de Pekín 2022
Suecia estuvo representada en los Juegos Paralímpicos de Pekín 2022 por nueve deportistas, seis hombres y tres mujeres.

## Medallistas
El equipo paralímpico sueco obtuvo las siguientes medallas:
| Nombre                                                                                | Deporte                    | Evento                                         |
| ------------------------------------------------------------------------------------- | -------------------------- | ---------------------------------------------- |
| Oro                                                                                   |                            |                                                |
| Ebba Årsjö                                                                            | Esquí alpino               | Eslalon de pie femenino                        |
| Ebba Årsjö                                                                            | Esquí alpino               | Supercombinada de pie femenino                 |
| Plata                                                                                 |                            |                                                |
| Ronny Persson Mats-Ola Engborg Sabina Johansson Viljo Petersson-Dahl Kristina Ulander | Curling en silla de ruedas | Torneo mixto                                   |
| Zebastian Modin                                                                       | Esquí de fondo             | 12,5 km discapacidad visual masculino          |
| Bronce                                                                                |                            |                                                |
| Ebba Årsjö                                                                            | Esquí alpino               | Descenso de pie femenino                       |
| Zebastian Modin                                                                       | Esquí de fondo             | 1,5 km velocidad discapacidad visual masculino |
| Zebastian Modin                                                                       | Esquí de fondo             | 20 km discapacidad visual masculino            |